# Herzenberger István
Herzenberger István, Herczenberger (Zombor, 1851 k.– Marosvásárhely, 1893. május 20. körül) zeneszerző, karmester, hegedűművész; a Népszínház első hegedűse, később zenekarának igazgatója. Herczenberger Sándor (kb. 1825–1907) zombori cigányprímás és zeneigazgató fia.
1867-től 1869-ig a Bécsi Zeneművészeti és Színművészeti Akadémia (Musikakademie in Wien) hegedű tanszakos hallgatója volt. A fennmaradt dokumentumok szerint 1878 és 1891 között dolgozott a fővárosi Népszínházban. 1891-ben Kolozsvárra szerződött, s két év elteltével egy marosvásárhelyi vendégszereplés alkalmával, előadás közben érte a halál.

## Általa összeállított népszínművek
[egyes betétdaloknak szerzője is]
- A Felhő Klári
- Cifra Zsuzsi lakodalma
- A hódosi bíró lánya
- Szomszéduram kakasa
- Almási (Balogh) Tihamér: Sári néni (1885) (Nyitány Herzenbergertől)[4]